# Charles de Gaulle – Étoile (Métro Paris)

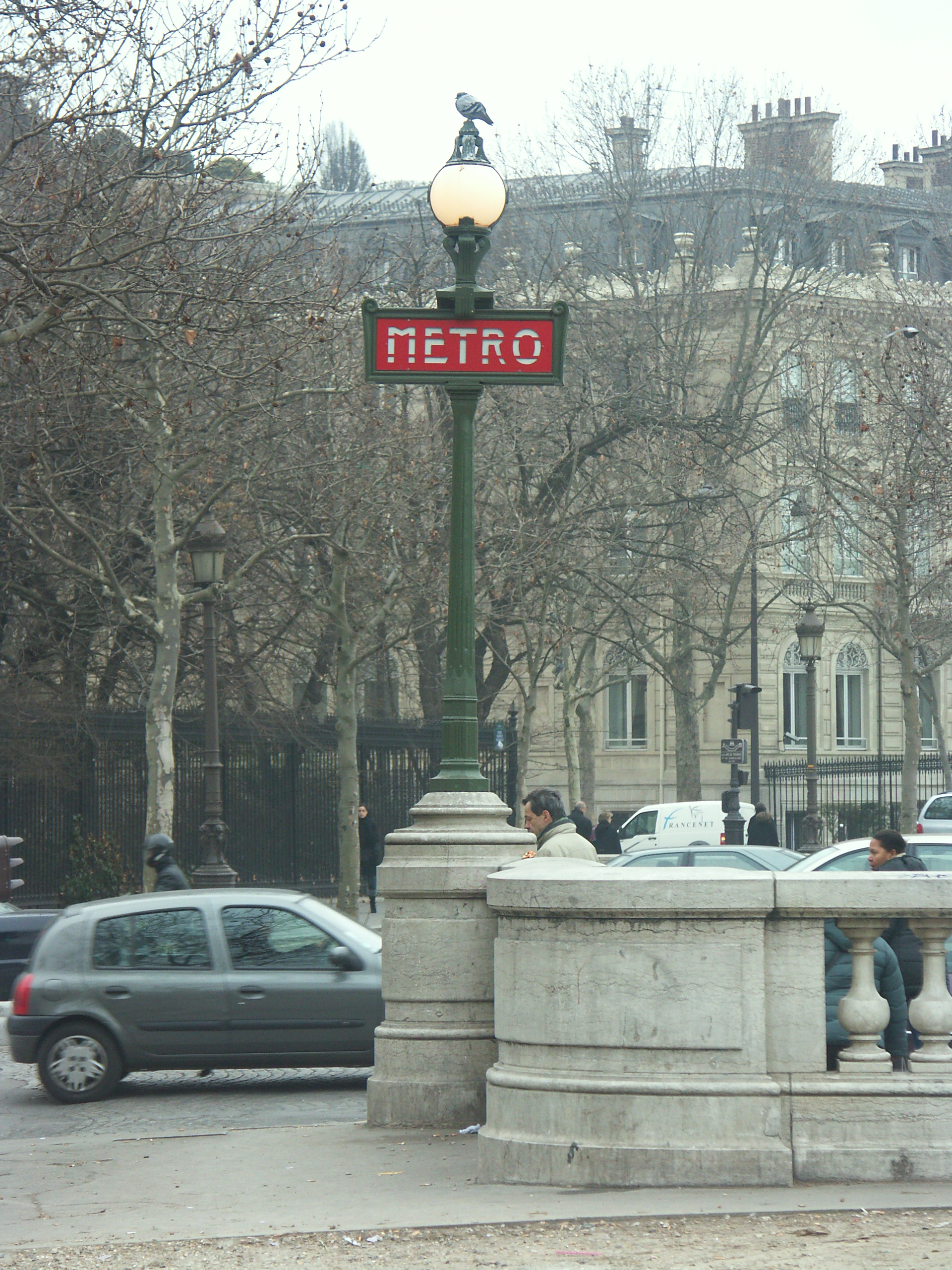
Zugang mit Art-déco-Kandelaber

Charles de Gaulle – Étoile [ʃaʁl də ɡol etwal] ist ein unterirdischer Umsteigebahnhof der Pariser Métro. Er wird von den Linien 1, 2 und 6 bedient und ist der wichtigste Umsteigeknoten im Westen von Paris. An der unterirdisch verknüpften Station Charles-de-Gaulle – Étoile kann zum S-Bahn-ähnlichen RER A umgestiegen werden.

## Lage
Der U-Bahnhof befindet sich an der Grenze des 8., 16. und 17. Arrondissements von Paris. Er liegt unter der Place Charles-de-Gaulle, die Station der Linie 2 auch unter der Avenue de Wagram.

## Name
Bis 1970 hieß der U-Bahnhof nur „Étoile“. Die namengebende Place de l‘Étoile (dt.: Sternplatz) wurde zwischen 1768 und 1774 an der Stelle des Hügels Colline du Roule angelegt und trug anfangs auch den Namen Étoile de Chaillot. Von dort gehen strahlenförmig zwölf Prachtstraßen ab, darunter die Avenue des Champs-Élysées, die Avenue Foch, die Avenue de Friedland und die Avenue Kléber.
Am 21. Februar 1970 wurde die Place de l‘Étoile in Place Charles-de-Gaulle umbenannt. Der General und Staatsmann Charles de Gaulle (1890–1970) führte im Zweiten Weltkrieg den Widerstand des Freien Frankreich gegen die deutsche Besatzung an. Von Januar 1959 bis April 1969 war er französischer Präsident.
Da der Platz nach wie vor meist als Place de l‘Étoile bezeichnet wird, erhielt der U-Bahnhof den Doppelnamen Charles-de-Gaulle – Étoile.

## Geschichte

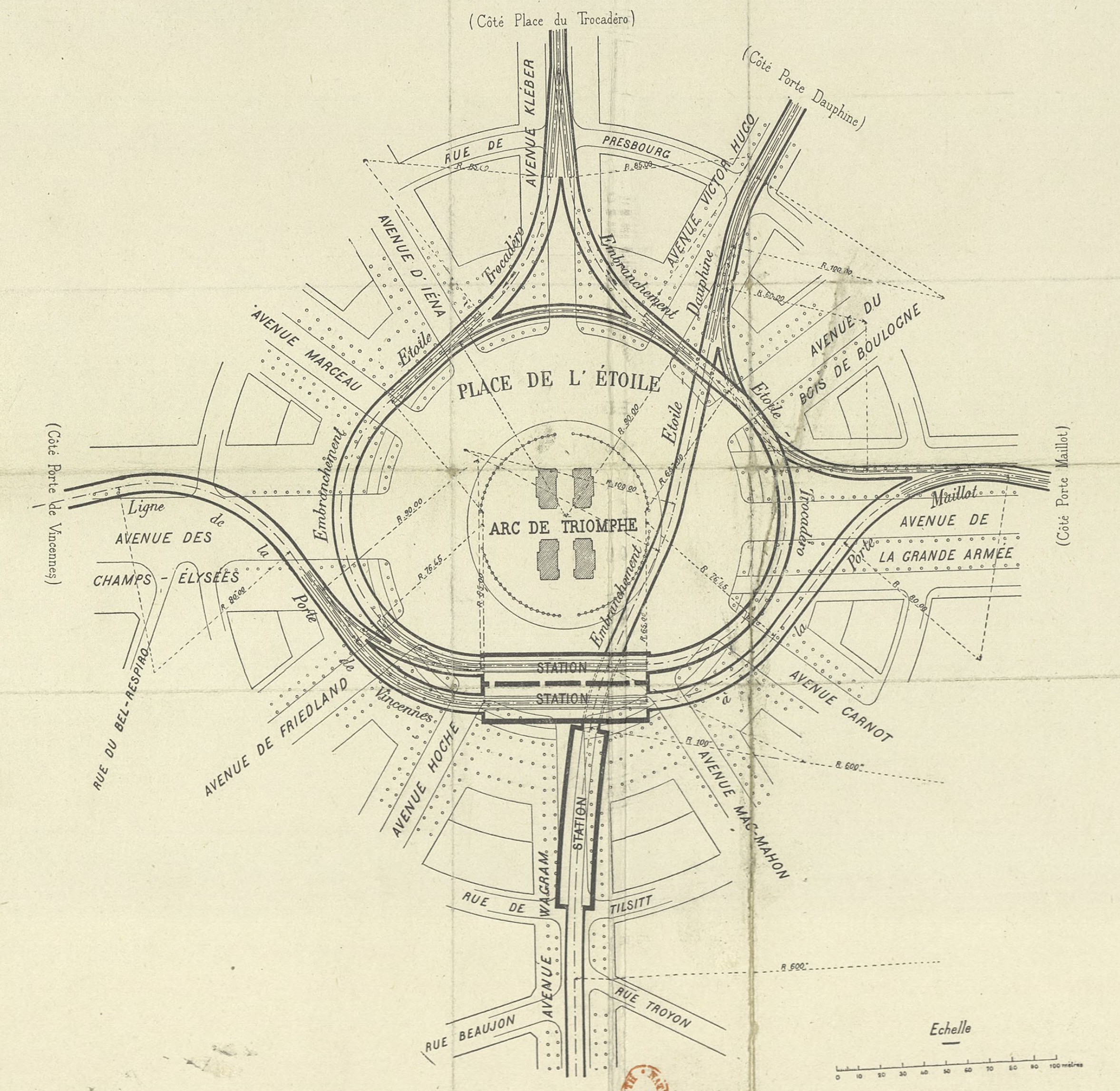
Plan der Tunnel am Platz de l’Étoile im Jahr 1903. Norden ist bei diesem Plan unten

Die Linie 1 wurde am 19. Juli 1900 mit den Endstationen Porte Maillot im Westen und Porte de Vincennes im Osten der Stadt eröffnet. Die Station Étoile wurde erst später, am 1. September 1900, in Betrieb genommen, bis dahin fuhren die Züge ohne Halt durch. Am 2. Oktober 1900 folgte die Station der Linie 6, zunächst Linie 2 Sud. Die Station der Linie 2, zunächst Linie 2 Nord, wurde am 13. Dezember 1900 in Betrieb genommen und war bis zum 7. Oktober 1902 war sie Endstation für die von Porte Dauphine kommenden Züge.
Die Linie 6 hieß zunächst Linie 2 Sud und führte zunächst bis Trocadéro. Am 14. Oktober 1907 wurde sie zum südwestlichen Endabschnitt der Linie 5 Étoile–Gare du Nord. Am 6. Oktober 1942 wurden die Linienführung erneut geändert, sodass die Station seitdem von der Linie 6 bedient wird.
1906 wurde die Station der heutigen Linie 6 zum ersten Mal umgebaut. Die bis dahin zweigleisige Station verlor ihr südliches Gleis, das nicht an einem Bahnsteig lag. An seiner Stelle entstand ein Bahnsteig für die einsteigenden Fahrgäste, der Ausstieg erfolgte fortan am nördlichen Bahnsteig (Spanische Lösung). 1969 wurde das verbliebene Gleis in der Querrichtung verlegt und die Funktion der beiden Bahnsteige getauscht.
Die Station der Linie 1 wurde in den 1960er Jahren von 75 m auf 90 m verlängert und für den Verkehr mit gummibereiften Zügen umgerüstet. Mitte der 1970er Jahre wurde die Station der Linie 6 für gummibereifte Fahrzeuge umgebaut und verlor ihre Funktion als Endstation. Seitdem pausieren die Züge bei Bedarf an der nächsten Station Kléber.
Im Jahre 2008 wurden die orangefarbenen Fliesen in der Station der Linie 1 durch weiße Fliesen ersetzt. Im Jahr 2010 wurden die Bahnsteige für den fahrerlosen Betrieb mit Bahnsteigtüren ausgestattet und die Verbindung zwischen dem Tunnel der Linie 1 in der Avenue de la Grande Armée und der Linie 2 in der Avenue Victor Hugo verschlossen.

## Beschreibung
Alle Stationen befinden sich unter elliptischen Deckengewölben, die gefliesten Seitenwände folgen der Krümmung der Ellipse. Die Stationen der Linien 1 und 2 verfügen über Seitenbahnsteige an beiden Streckengleisen, die eingleisige Station der Linie 6 hat ebenfalls über zwei Bahnsteige, der nördliche dient dem Ein- und der südliche dem Ausstieg der Fahrgäste.
Die Stationen der Linien 2 und 6 haben die ursprüngliche Standardlänge von 75 m auf, die Station der Linie 1 ist 90 m lang. Auf der Nordseite des Platzes liegen die Stationen der Linien 1 und 6 parallel nebeneinander, wobei die Station der Linie 6 in einer unterirdischen Endschleife um den Arc de Triomphe liegt. Die Station der Linie 2 befindet sich nördlich der beiden anderen Stationen in der Avenue de Wagram auf einem tieferen Niveau als die Stationen der anderen Linien, da die Linie 2 die anderen Linien westlich des Arc de Triomphe unterquert.
Von der Linie 1 führte vom Tunnel in der Avenue de la Grande Armée westlich der Station in Richtung Osten ein Betriebsgleis zur Linie 2 in Richtung Porte Dauphine ab, der Raccordement de Boissière, der mit der Aufnahme des automatischen Betriebs auf der Linie 1 stillgelegt wurde. Vom östlichen Kopf der Station der Linie 6 führt ein Betriebsgleis zur Linie 1 in Richtung Osten. Unmittelbar nach der Station der Linie 6 zweigt ein zweites Richtungsgleis zur Station Kléber ab.
Vom Straßenniveau aus gibt es elf Zugänge. Eines der beiden von Hector Guimard entworfenen Stationsgebäude stand an der Avenue Wagram, es wurde 1926 zusammen mit dem ebenfalls von Guimard entworfenen Zugang zum dortigen Unterwerk 1926 wieder abgerissen. Das zweite von Guimard entworfene Stationsgebäude stand bis 1962 über dem Ostkopf der Station Bastille der Linie 1

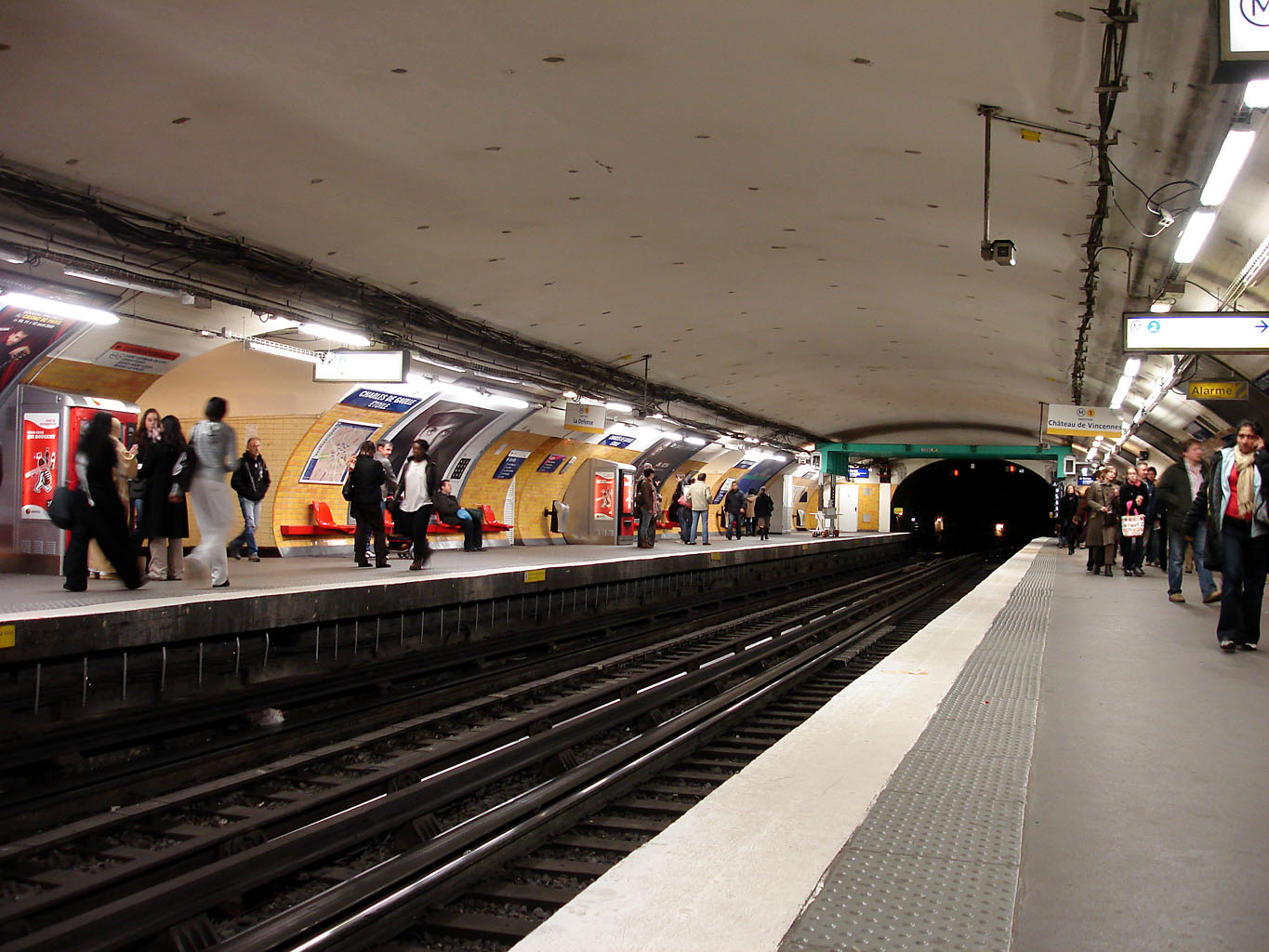
Station der Linie 1 mit orangen Fliesen, März 2008
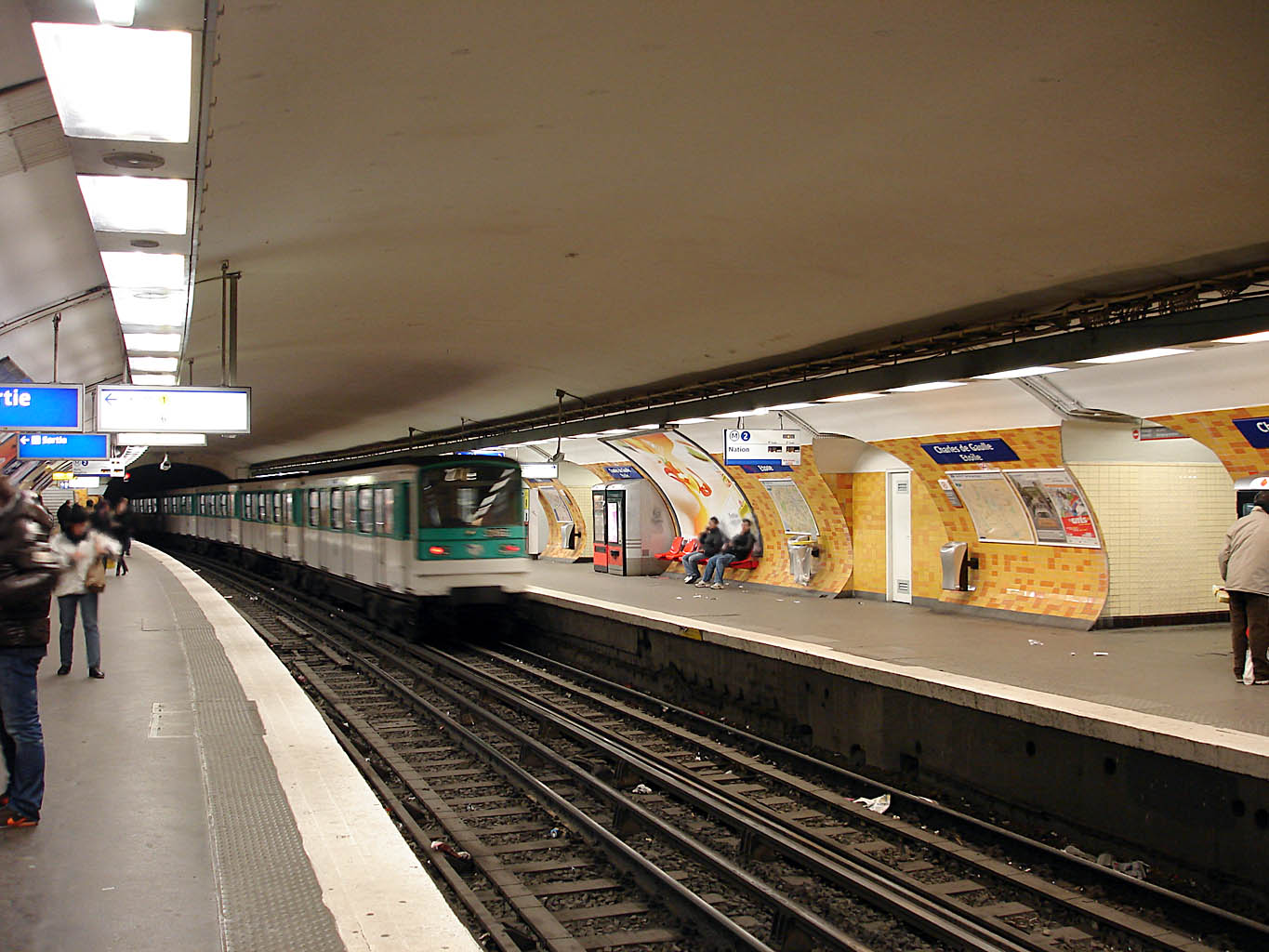
Station der Linie 2 mit in Richtung Nation ausfahrendem Zug der Baureihe MF 67, 2008
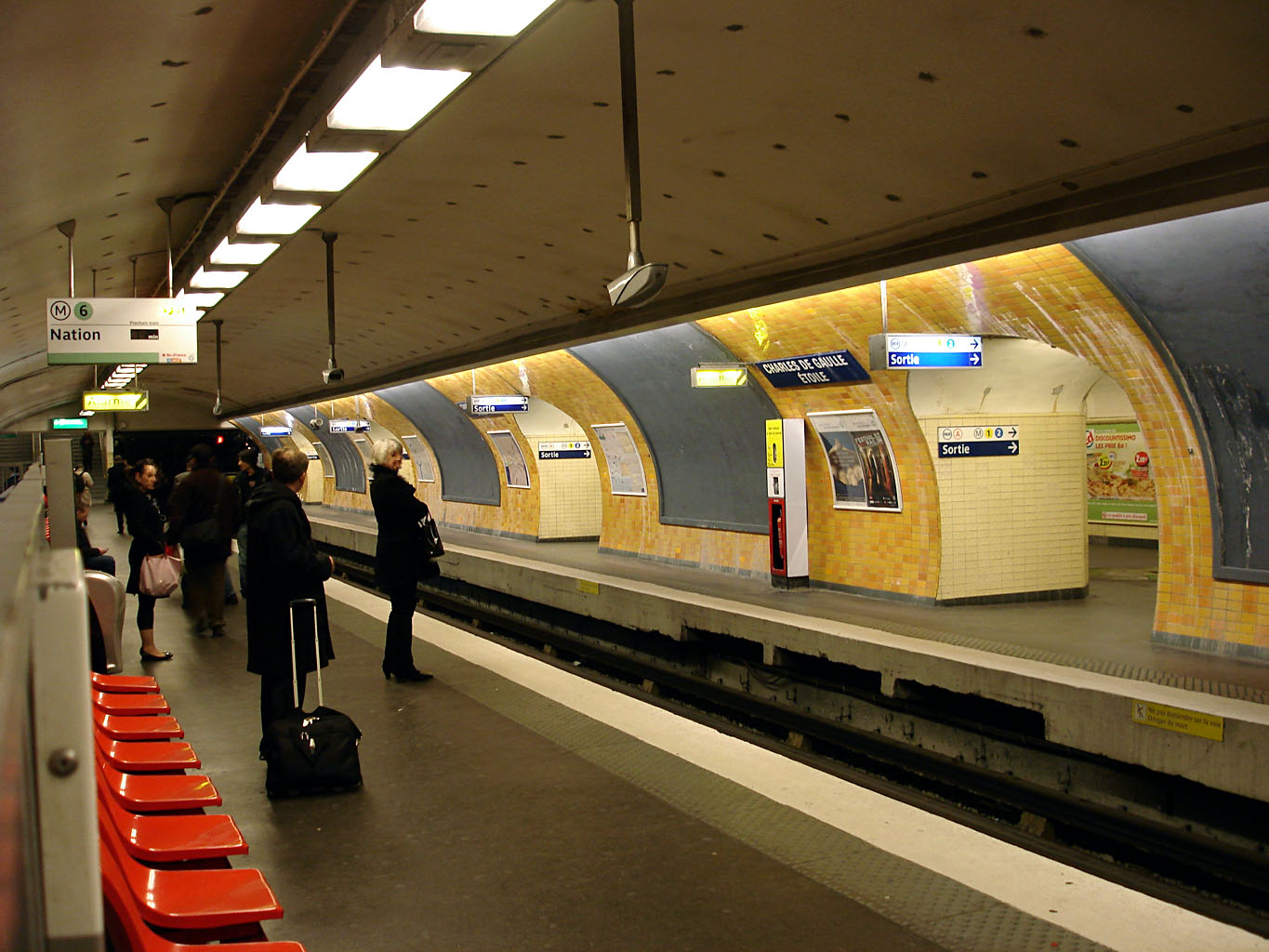
Eingleisige Station der Linie 6
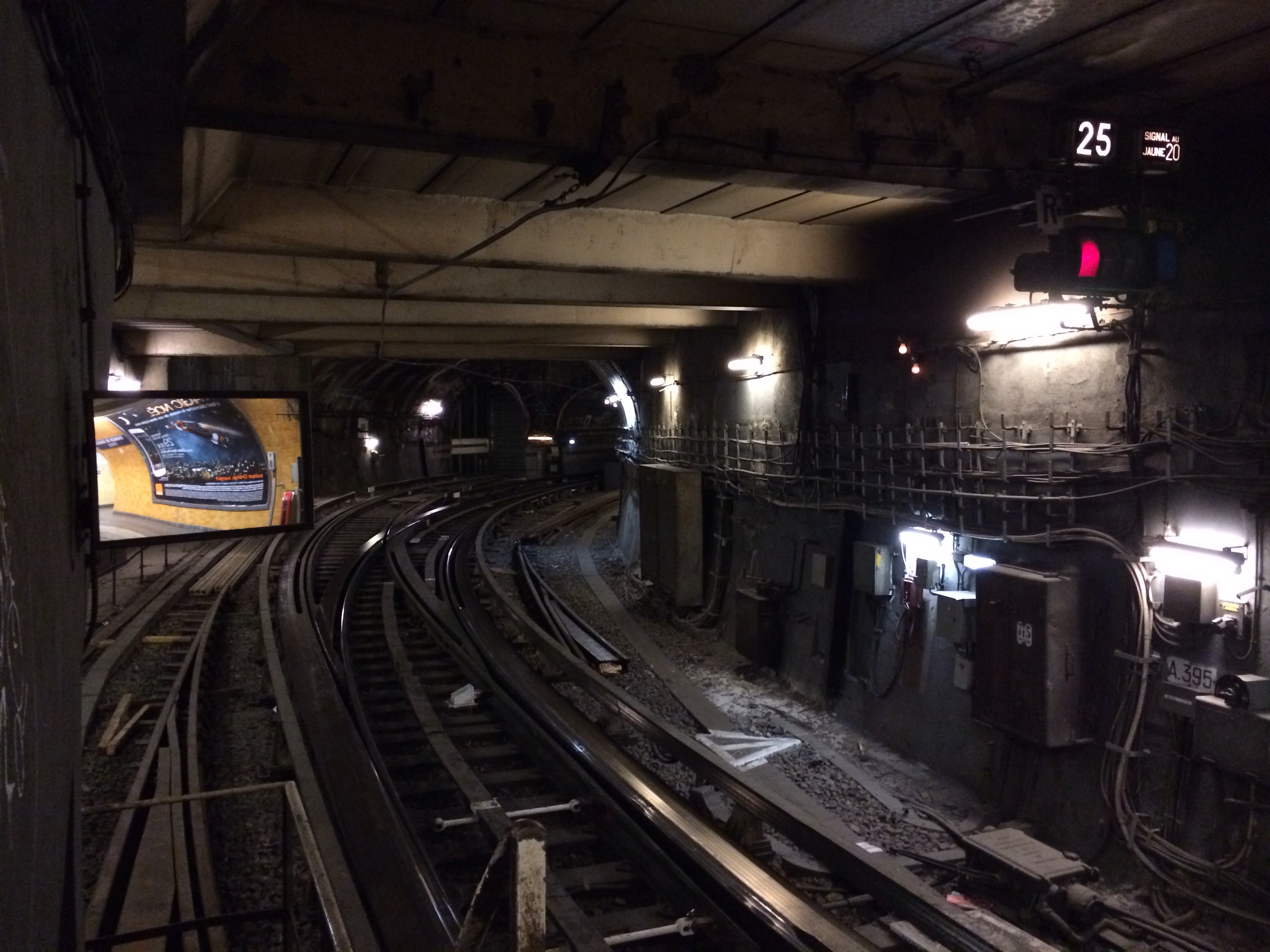
Östlich der Station der Linie 6 zweigt (links) das Betriebsgleis zur Linie 1 aus

## Fahrzeuge

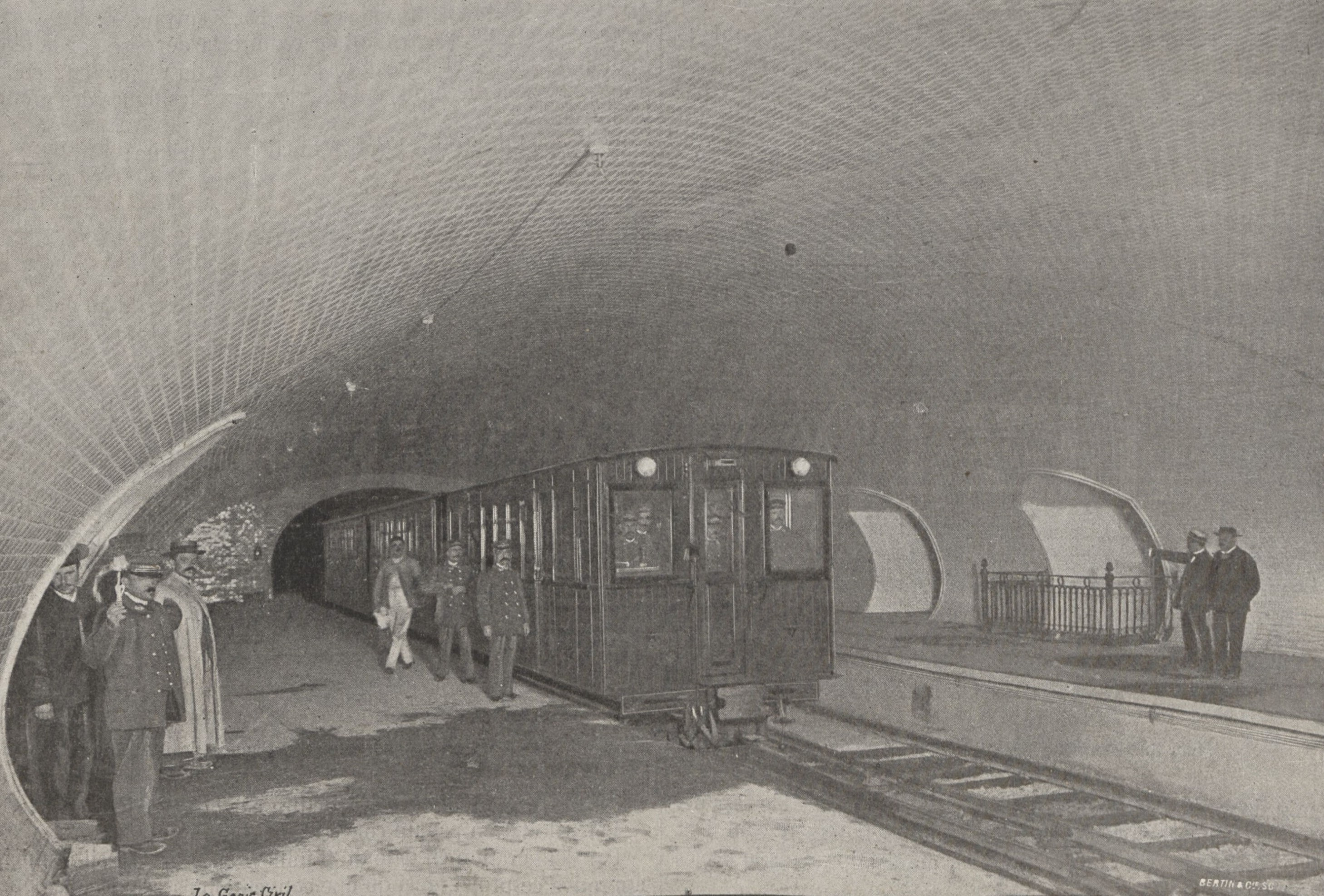
Zug der Linie 1 in der Station einige Tage vor der Eröffnung

Zunächst verkehrten auf der Linie 1 Züge, die aus einem Triebwagen mit nur einem Führerstand der Baureihe 100 und zwei Beiwagen bestanden. Diese Fahrzeuge waren zweiachsig und jeweils knapp neun Meter lang. Bereits 1902 wurden Achtwagenzüge mit je einem Triebwagen an den Zugenden gebildet. Nach dem Metrounfall in der Station Couronnes im August 1903 fuhren auch auf der Linie 2 Nord beide Triebwagen hintereinander an der Zugspitze. Bis 1905 wurden die Triebwagen und ab 1906 auch die Beiwagen durch vierachsige Fahrzeuge auf Drehgestellen ersetzt. 1908 kamen auf der Linie 1 grün lackierte Fünfwagenzüge der Bauart Sprague-Thomson zum Einsatz. Im Gegensatz zu den anderen Linien wurden die Züge der Linie 1 ab Anfang der 1930er Jahre hellgrau lackiert, wobei das Rot der Erstklasswagen erhalten blieb. Die Züge waren bis in die 1960er Jahre im Einsatz. Ab Mai 1963 wurden die auf Schienen verkehrenden Sprague-Thomson-Züge sukzessive durch gummibereifte Fahrzeuge der Baureihe MP 59 ersetzt, bis Dezember 1964 gab es einen Mischverkehr beider Betriebsarten. 1997 folgte die Baureihe MP 89 CC, wobei CC für Conduite Conducteur ‚fahrergeführt‘ steht, im Gegensatz zur fahrerlosen Baureihe MP 89 CA. Mit Beginn des automatischen Betriebs wurden die MP 89 CC durch die Baureihe MP 05 abgelöst.

Triebwagen MM 3, der Baureihe 200 mit zwei Führerständen

Bis Oktober 1902 verkehrten auch auf der Linie 2 Nord zweiachsige Triebwagen der Baureihe 200 mit Holzaufbauten. Im Gegensatz zur Linie 1 hatten sie zwei Führerstände auf, da sie an der provisorischen Kuppelendstelle Ètoile an das andere Zugende umgesetzt werden mussten. Anfangs wurden zwei Beiwagen mitgeführt. Nach der Verlängerung der Strecke bis Anvers am 7. Oktober 1902 wurden Züge mit sechs Beiwagen und einem Triebwagen an jedem Zugende gebildet. Von 1914 bis 1981 verkehrten Sprague-Thomson-Züge auf der Linie 2. Da die Linie mittelfristig nicht auf gummibereifte Fahrzeuge umgestellt werden sollte, kam ab 1979 die Baureihe MF 67 zum Einsatz, die ihre Vorgänger innerhalb von zwei Jahren vollständig ersetzte. Seit 2008 werden Serienfahrzeuge der Baureihe MF 01 eingesetzt, seit 2011 ausschließlich.
Vor 1906 wurde der Streckenabschnitt der heutigen Linie 6 wegen der kurzen Bahnsteige an der provisorischen Endstation Passy nur von Vierwagenzügen aus zweiachsigen Fahrzeugen befahren. Ab etwa 1910 folgten Züge der Bauart Sprague-Thomson. Im Juli 1974 wurde die Linie auf gummibereifte Fahrzeuge umgestellt, seitdem verkehrt dort die Baureihe MP 73. Seit Januar 2023 wird auch die Baureihe MP 89 CC auf der Linie 6 eingesetzt.

## Umgebung

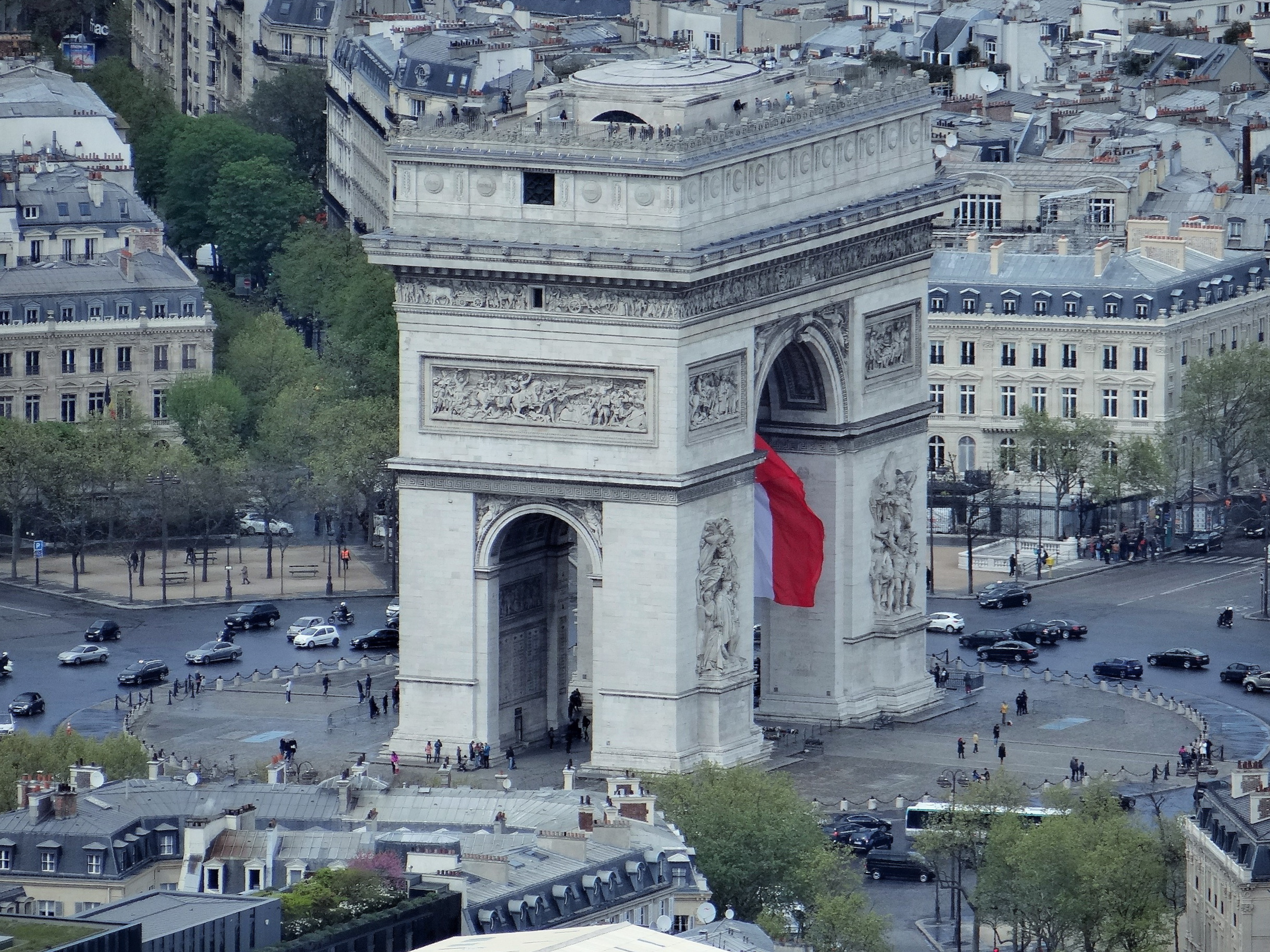
Place Charles-de-Gaulle mit dem Triumphbogen

- Triumphbogen Arc de Triomphe de l’Étoile mit dem Grabmal des unbekannten Soldaten
- Avenue des Champs-Élysées